# Brzezinka (Oświęcim)
Brzezinka – część miasta Oświęcimia, w jego zachodniej części. Obejmuje obszar w rejonie stacji kolejowej Oświęcim.
Dawniej była to część wsi Brzezinka, która do 1932 roku stanowiła gminę jednostkową w powiecie oświęcimskim, a po jego zniesieniu w powiecie bialskim (1932–34), w województwie krakowskim. 15 września 1934 Brzezinka utworzyła gromadę Brzezinka, jedną z 13 gromad nowo powstałej (1 sierpnia 1934) zbiorowej gminy Oświęcim.
W związku z reformą administracyjną kraju jesienią 1954, wschodnią część gromady Brzezinka włączono do Oświęcimia. 